# ICOM IC-7300

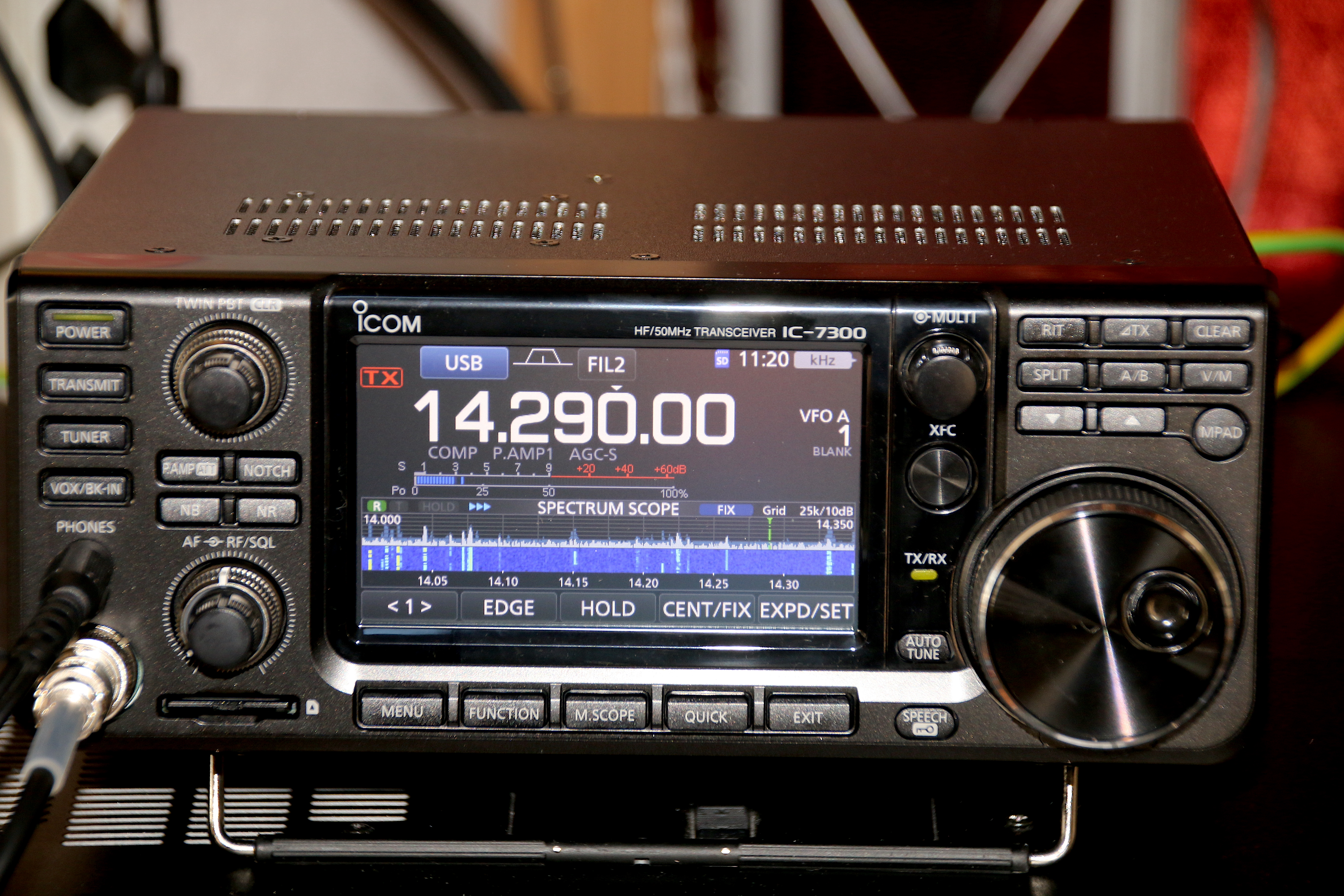
An ICOM IC-7300 Radio Tuned to the 20 Meter Band

L'ICOM IC-7300 és un transceptor de ràdio amateur multimode de 6 i 4 metres (només la Regió 1 de l'ITU ) i l'estació base d'HF . L'IC-7300 es va anunciar al públic a la Fira del Pernil del Japó el 2015. La ràdio té 100 watts de sortida en modulacions CW, SSB i FM i 25 watts de sortida en AM. Tot i que no era la primera ràdio definida per programa del mercat, l'IC-7300 va ser la primera ràdio aficionada principal produïda en massa que va utilitzar tecnologia en comptes del disseny de transceptor superheterodí més antic. Dissenyat per substituir l'IC-746PRO més antic, l'IC-7300 és més petit i significativament més lleuger que el seu predecessor. Com moltes altres ràdios de la seva classe, l'IC-7300 té un sintonitzador d'antena interna i conté una targeta d'àudio interna accessible per USB. Això permet que la ràdio s'utilitzi per a modes digitals populars com PSK31, Winlink i FT8. La ràdio ha rebut elogis pels seus menús fàcils d'utilitzar, una gran pantalla llegible i un excel·lent processament d'àudio.

## Especificacions
Les especificacions de l'ICOM IC-7300 són:
- Interval de freqüència: Tx: 1,8 – 54 MHz (només bandes d'aficionats ) Rx: 30 kHz - 74,80 MHz
- Modes d'emissió: A1A (CW), A3E (AM), J3E (LSB, USB), F3E (FM)
- Impedància: SO-239 50 Ohms, desequilibrada
- Tensió d'alimentació: 13,8 VDC
- Consum actual: Rx: 1,25 A Tx: 21 A
- Mida de la caixa (WxHxD): 240×94×238 mm; 9,45×3,7×9,37 en
- Pes (aprox.): 4,2 kg; 9.26 lb
- Potència de sortida: 100 W (ajustable de 5 a 100 watts) SSB/CW/FM (AM: 2 5 W - ajustable 5-25 watts)
- Modulació del transmissor
  - SSB : Modulació de xarxa de desplaçament de fase digital (PSN).
  - AM : Modulació digital de baixa potència
  - FM : Modulació de fase digital

- Modes d'emissió: A1A (CW), A3E (AM), J3E (LSB, USB), F3E (FM)
- Impedància: SOTA-239 50 Ohms, desequilibrat
- Tensió d'alimentació: 13,8 VDC
- Consum actual: Rx: 1.25 A Tx: 21 A
- Grandària del cas (WxHxD): 240×94×238 mm; 9.45×3.7×9.37 en
- Pes (aprox. ): 4,2 kg; 9,26 lb
- Potència de sortida: 100 W (Regulable 5-100 watts) SSB/CW/FM (AM: 2 5W - Regulable 5-25 watts)
- Modulació del transmissor
  - SSB: modulació de la xarxa de desplaçament de la fase digital (PSN)
  - AM: Modulació digital de baixa potència
  - FM: Modulació de la fase digital